# Белей Сергій Григорович
Сергі́й Григо́рович Беле́й (нар. 18 січня 1977 — 17 квітня 2015) — старший солдат Збройних сил України.

## Життєвий шлях
Працював на автозаправній станції.
У часі війни мобілізований вереснем 2014-го, помічник гранатометника, 93-тя окрема механізована бригада.
Помер 17 квітня 2015-го у Дніпропетровському шпиталі від численних поранень, яких зазнав 13 квітня у селі Піски Ясинуватського району під час артилерійського обстрілу.
Без Сергія лишилися батьки та старший брат.
Похований в селі Івашки.

## Нагороди та вшанування
- Указом Президента України № 553/2015 від 22 вересня 2015 року — орденом «За мужність» III ступеня (посмертно)[1]